# نيل والاس
نيل والاس (بالإنجليزية: Neil Wallace)‏ هو اقتصادي أمريكي، ولد في 1939 في نيويورك في الولايات المتحدة.